# Paseo (canción de Paradisio)
«Paseo» es una canción del género eurodance del grupo musical Paradisio. Fue lanzada en junio de 1998 como el quinto y último sencillo de su álbum homónimo. Alcanzó el puesto 51 en Suecia. y falló en el ingreso de charts en los demás países de Europa.

## Vídeo musical
En el vídeo Marisa baila improvisadamente, junto con dos bailarines, bajo la luz del sol cerca de la playa.

## Canciones

### Sencillo en CD
Europa (1998)
1. «Paseo» (Video Edit - Remix 98)
2. «Paseo» (Bruce Byron Club Remix)